# Північне Балгуї
Північне Балгуї – газоконденсатне родовище на північному сході Туркменістану. За міжнародною класифікацією відноситься до категорії гігантських.
Поклади вуглеводнів родовища пов’язані із відкладами верхньої/середньої юри (оксфордський/келовейський яруси). Глибина залягання покрівлі продуктивних пластів від 2755 до 2873 метра. За типом поклади відносяться до пластових, а як колектори виступають карбонати. Пористість коливається в межах 10% – 13%.
Початкові видобувні запаси Північного Балгуї оцінили у 85 млрд м3 газу та 4,1 млн тон конденсату.
Родовище відкрили у 1975 році та ввели в експлуатацію вже у 1976-му.
Його продукція транспортується у північному напрямку до родовища Наїп, де з 1998-го працює газопереробний завод Наїп.